# تيكومة أمازونية
تيكومة أمازونية (الاسم العلمي:Tecoma amazonica) هي نوع غير مؤكد من النباتات يتبع جنس التيكومة من الفصيلة البنيونية.